# Ria Stalman
Maria "Ria" Geertruida Stalman (Delft, 11 de setembro de 1951) é uma ex-atleta e campeã olímpica holandesa.
Especializada no lançamento de disco, foi campeã olímpica desta prova em Los Angeles 1984, com um lançamento de 65,36 m, confirmando o seu favoritismo depois do anunciado boicote dos países do leste europeu a estes Jogos, que tinham as principais atletas desta modalidade.  Ao mesmo tempo em que os Jogos de Los Angeles eram realizados, os países do bloco comunista organizaram um torneio de atletismo em Praga, Tchecoslováquia, onde a alemã-oriental Irina Meszynski - que nunca competiu numa Olimpíada - quebrou o recorde mundial do disco com a marca de 73,36m. Todas as sete primeiro classificadas neste torneio tiveram marcas superiores à de Stalman em Los Angeles.
Em janeiro de 2016, numa entrevista a um programa da televisão holandesa, ela declarou que durante os dois últimos anos e meio de sua carreira, a época em que ganhou a medalha de ouro em Los Angeles, fazia uso de uma pequena dosagem de esteroides anabolizantes. Nem o COI nem a IAAF se pronunciaram a respeito da declaração.